# George D. Baker
George D. Baker, nome completo George Duane Baker (Champaign, 22 aprile 1868 – Los Angeles, 2 giugno 1933), è stato un regista e sceneggiatore statunitense.

## Biografia
George Duane Baker nasce nell'Illinois, secondogenito di Charles E. e Arminta Baker. Studia arti drammatiche a Chicago. Debutta a teatro con l'attore shakespeariano Walker Whiteside nell'Amleto dove ricopre il ruolo di Laerte. Passa poi a lavorare nel vaudeville, dove non solo recita, ma passa alla produzione e alla sceneggiatura.
Esordisce come regista alla Vitagraph nel 1908 nel cortometraggio Just Plain Folks, the Story of a Simple Country Girl. Il suo primo film da sceneggiatore è When Mary Grew Up diretto da James Young nel 1913. Nel 1912, gira il suo unico film da attore, Bachelor Buttons. Tra i suoi allievi si può menzionare Stewart Chaney.

## Filmografia

### Regista (parziale)
- Just Plain Folks, the Story of a Simple Country Girl – cortometraggio (1908)
- The Mummer's Daughter (1908)
- A Lover's Stratagems (1908)
- Cohen at Coney Island (1909)
- Cohen's Dream (1909)
- His First Girl (1909)
- Plain Mame; or, All That Glitters Is Not Gold (1909)
- The Troubles of an Amateur Detective (1909)
- A Georgia Wedding (1909)
- Davy Jones and Captain Bragg (1910)
- The New Stenographer (1911)
- Captain Barnacle's Courtship (1911)
- Soldiers Three; or, When Scotch Soldier Laddies Went in Swimming – cortometraggio (1911)
- The Subduing of Mrs. Nag (1911)
- The Strategy of Ann (1911)
- My Old Dutch (1911)
- The Politician's Dream (1911)
- Chumps (1911)
- Mr. Bolter's Infatuation (1912)
- The Troublesome Step-Daughters (1912)
- Aunty's Romance (1912)
- The Lovesick Maidens of Cuddleton
- Bunny All at Sea
- A Leap Year Proposal (1912)
- A Regiment of Two, co-regia di Ralph Ince (1913)
- The Pickpocket (1913)
- A Gentleman of Fashion
- When the Press Speaks
- Those Troublesome Tresses
- Which Way Did He Go?
- John Tobin's Sweetheart
- The Autocrat of Flapjack Junction
- The Pirates (1913)
- Fuoco nel cuore (Flaming Hearts) – cortometraggio (1913)
- Mary Jane (1913)
- The Schemers (1913)
- The Golf Game and the Bonnet (1913)
- The Misadventures of a Mighty Monarch (1914)
- Bunny's Mistake (1914)
- Love's Old Dream
- Bunny's Birthday
- A Change in Baggage Checks (1914)
- Bunny's Scheme
- Tangled Tangoists (1914)
- Setting the Style
- Bunco Bill's Visit
- The Old Fire Horse and the New Fire Chief
- Mr. Bunny in Disguise
- Bunny Buys a Harem
- Mr. Bunnyhug Buys a Hat for His Bride
- Mr. Bingle's Melodrama
- Father's Flirtation
- The Old Maid's Baby (1914)
- A Train of Incidents
- The Vases of Hymen
- Pigs Is Pigs (1914)
- Private Bunny
- The Locked House
- Polishing Up (1914)
- The Honeymooners (1914)
- Such a Hunter
- Hearts and Diamonds (1914)
- Bunny Backslides – cortometraggio (1914)
- The Rocky Road of Love
- Fixing Their Dads (1914)
- Mary Jane Entertains
- Bunny's Little Brother
- A Strand of Blond Hair (1914)
- How Cissy Made Good (1914)
- Sweeney's Christmas Bird – cortometraggio (1914)
- Auntie's Portrait (1915)
- The Smoking Out of Bella Butts
- War
- Jane Was Worth It
- A Pair of Queens (1915)
- Some Duel (1915)
- Pat Hogan, Deceased
- Heavy Villains
- A Queen for an Hour
- The Dust of Egypt
- A Price for Folly (1915)
- A Man's Sacrifice
- On Her Wedding Night
- Jane's Husband
- Jane's Bashful Hero
- A Night Out (1916)
- The Two Edged Sword
- Susie, the Sleuth
- She Won the Prize (1916)
- The Shop Girl (1916)
- The Tarantula (1916)
- The Pretenders (1916)
- The Wheel of the Law (1916)
- The Wager (1916)
- The White Raven (1917)
- The End of the Tour (1917)
- His Father's Son (1917)
- Sowers and Reapers
- The Lifted Veil (1917)
- A Sleeping Memory
- Outwitted (1917)
- Rivelazione (Revelation) (1918)
- The Shell Game (1918)
- Toys of Fate o Tales of Fate (1918)
- The Demon (1918)
- In Judgment of...
- Peggy Does Her Darndest (1919)
- Castles in the Air (1919)
- The Lion's Den
- The Cinema Murder (1919)
- The Man Who Lost Himself (1920)
- Eliotropio (Heliotrope) (1920)
- Without Limit
- Buried Treasure (1921)
- Proxies (1921)
- Garments of Truth (1921)
- The Hunch (1921)
- Little Eva Ascends
- I Can Explain
- Don't Write Letters
- Slave of Desire (1923)
- La madonna delle rose (Revelation) (1924)

### Sceneggiatore
- When Mary Grew Up, regia di James Young (1913)
- Love Laughs at Locksmiths; or, Love Finds a Way, regia di Ralph Ince (1913)
- Polishing Up, regia di George D. Baker (1914)
- How Cissy Made Good, regia di George D. Baker (1914)
- She Won the Prize, regia di George D. Baker (1916)

- The White Raven, regia di George D. Baker (1917)
- The End of the Tour, regia di George D. Baker (1917)

- The Shell Game, regia di George D. Baker (1918)
- Unexpected Places, regia di E. Mason Hopper (1918)
- Hitting the High Spots, regia di Charles Swickard (1918)
- Her Inspiration, regia di Robert Thornby - storia (1918)
- The Spender, regia di Charles Swickard - adattamento (1919)
- Faith, regia di Charles Swickard e Rex Wilson - supervisore (1919)
- Peggy Does Her Darndest, regia di George D. Baker (1919)
- One-Thing-At-a-Time O'Day, regia di John Ince (1919)
- Heliotrope, regia di George D. Baker - sceneggiatura e didascalie (1920)
- The Man Who Lost Himself, regia di George D. Baker (1920)
- Proxies, regia di George D. Baker - sceneggiatura (1921)
- La madonna delle rose (Revelation), regia di George D. Baker - sceneggiatura (1924)

### Produttore
- Sweeney's Christmas Bird, regia di George D. Baker – cortometraggio (1914)
- The Fringe of Society, regia di Robert Ellis (1917)

### Attore, Montatore, Direttore di produzione, Supervisore
- Bachelor Buttons, regia di Laurence Trimble - attore, cortometraggio (1912)
- No Man's Land, regia di Will S. Davis - supervisore al montaggio (1918)

- Unexpected Places, regia di E. Mason Hopper - production manager (1918)
- Hitting the High Spots, regia di Charles Swickard - supervisore (1918)
- Her Inspiration, regia di Robert Thornby - supervisore (1918)
- The Spender, regia di Charles Swickard - supervisore (1919)
- In for Thirty Days, regia di Webster Cullison - supervisore (1919)
- Faith, regia di Charles Swickard e Rex Wilson - supervisore (1919)
- Heliotrope, regia di George D. Baker - montatore, responsabile casting (1920)